# Viaje infinito
Albums de Nicole
Grandes éxitos
(2002) APT
(2006)
Viaje infinito est le quatrième album studio de Nicole. Enregistré le 2001, il sortit première le 21 mai 2002, aux États-Unis, puis le 25 juin 2002 au Chili.[réf. nécessaire]

## Pistes (auteurs et producteurs)
1. Amanecer* 3:30
2. Díme 4:01
3. Viaje infinito* 4:29
Nicole/James Frazier
4. Háblame 3:56
5. Sin ti 4:08
6. Días 3:54
7. Quiero 3:40
8. Lágrimas de sal* 4:01
9. Un lugar 3:41
10. Vida* 4:10
Andrés Levin/Descember Bueno/Nicole
11. Para siempre 3:05

* Titres sortis en single